# Allan Janik
Allan Janik, nacido en Chicopee (Massachusetts), es un estudioso norteamericano de Wittgenstein y del pensamiento alemán. En 1994 logró además la nacionalidad austríaca.

## Trayectoria
Allan Janik hizo estudios de filosofía y de filología clásica en el St Anselm College. Hizo su master en filosofía en la Universidad de Villanova.
En dicha Universidad trabajó inicialmente en una tesis sobre el temprano Wittgenstein y sobre Schopenhauer. Concluyó su doctorado en historia de la filosofía en 1971, en Brandeis. 
Destacó en 1971 por La Viena de Wittgenstein (capítulos II-V), un excelente análisis del pensamiento vienés en el primer tercio del siglo XX, realizado con Stephen Toulmin. Esta obra clásica estudiaba a fondo la ciudad de las paradojas que fue la vieja Viena; las ideas verbales, decisivas entonces, de Karl Krauss; las ideas de crítica social que circularon allí; la visión ética en el propio Wittgenstein; el suicidio, tan evocado en su momento por tantos vieneses; en fin, el "lenguaje de la alienación", que se denunció  en el cuadro intelectual, tan brillante, en el que vivió Wittgenstein, y que es aplicable a nuestra época a juicio de ambos autores.
Tras seguir una brillante carrera en Austria y los Estados Unidos, se retiró como miembro de los archivos Brenner (Universidad de Innsbruck), en 2006. De todos modos sigue dando cursos de filosofía en la Universidad de Viena o de economía en Estocolmo.
Janik ha dado cursos de matemáticas en la Universidad Autónoma de México, de literatura comparada o de estudios germánicos (Innsbruck), de estudios judaicos (Northwestern), de estudios sobre gobierno (Estocolmo), de filosofía de la ciencia en el Centro Georges Canguilhem (Universidad de París, 7) y de filosofía (Graz, Bergen, Norway).
Como Stephen Toulmin ha sido un hombre polifacético. De hecho,  ha trabajado en teatro (Innsbruck Kellertheater), destaca su "Cordelia's Silence", de 1996, adaptación del Rey Lear. Ha escrito regularmente en publicaciones como Nexus (Holanda), Dialoger (Estocolmo) o Central European History (Cleveland).

## Libros
- Assembling Reminders: Studies in the Genesis of Wittgenstein’s Conception of Philosophy
- Theater and Knowledge
- The Use and Abuse of Metaphor
- The Concept of Knowledge in Practical Philosophy (en sueco)
- Style, Politics and the Future of Philosophy
- Wittgenstein’s Vienna (1972), con Stephen Toulmin. Tr.: La Viena de Wittgenstein Madrid, Taurus, 1983.
- Wittgenstein’s Vienna Revisited
- Austrian capital Wittgenstein in Vienna, con Hans Veigl.